# 2009년 월드 시리즈
2009년 월드 시리즈(2009 World Series)는 제105회 메이저 리그 베이스볼 월드 시리즈다. 시리즈는 10월 28일부터 11월 4일까지 치러졌다. 내셔널 리그 우승팀인 필라델피아 필리스와 아메리칸 리그 우승팀인 뉴욕 양키스가 맞붙어 6차전에서 뉴욕 양키스가 필라델피아 필리스를 꺾고 4승 2패로 월드시리즈 우승을 차지했다. MVP는 동양인 최초로 마쓰이 히데키가 수상했다. 이로써 뉴욕 양키스는 2000년 이후 9년 만에 27번째 우승을 차지하게 되었다.

## 포스트 시즌 결과

### 필라델피아 필리스
오프 시즌 동안 3년간의 임기를 마치고 물러난 팻 길릭의 뒤를 이어 루벤 아마로 주니어가 단장으로 취임했다. FA로 팀을 떠난 팻 버렐의 공백을 메우기 위해 라울 이바네즈를 FA로 영입했으며, 구원 투수 J.C. 로메로가 메이저 리그 약물 정책을 위반하여 50경기 출장 정지 조치를 받은 자리를 채우기 위하여 FA 투수였던 박찬호를 영입했다. 그러나 박찬호는 스프링캠프에 5선발 후보로써 합류하였다.
정규 시즌 동안 필라델피아 필리스는 5월 30일 동부 지구 1위에 오른 이후 선두자리를 유지했다. 또한 트레이드 데드 라인 시점에서 클리블랜드 인디언스에 유망주 4명을 내주는 조건으로 투수 클리프 리와 외야수 벤 프란시스코를 데려왔다. 클리프 리는 필라델피아에서 가진 12번의 선발 기회에서 7승을 따내는 활약을 펼쳤으며 라울 이바네즈는 시즌 초반 3할이 넘는 타율과 17홈런 46타점을 기록하며 맹활약했으나 6월 중순 부상을 당했고, 부상 이후로는 어떠한 달에서 월 타율 2할 6푼을 넘기지 못했다. 비록 MVP 후보로 손꼽히던 라울 이바네즈가 실망스러운 시즌을 보냈으나 팀 동료였던 라이언 하워드와 체이스 어틀리는 시즌 내내 맹활약을 선보이며 각각 MVP 투표 3위와 8위에 올랐다. 결국 필리스는 93승 69패 (승률 0.574)로 2위 플로리다 말린스를 6경기차로 제치며 리그 우승에 성공했다.
포스트 시즌에서 필리스는 내셔널 리그 디비전 시리즈에서 콜로라도 로키스와 경기를 치렀으며 3승 1패로 내셔널 리그 챔피언십 시리즈에 진출, LA 다저스와 경기를 치러 4승 1패로 월드 시리즈에 진출했다. 1995년-1996년 애틀랜타 브레이브스 이후 최초의 내셔널 리그 2연패이자 2000년-2001년 뉴욕 양키스 이후 처음으로 월드시리즈 2년 연속 진출에 성공했다. 라이언 하워드는 내셔널리그 챔피언십 시리즈에서 훌륭한 공격력을 보여주며 시리즈 MVP에 올랐다.

### 뉴욕 양키스
양키스의 오프 시즌은 2008년 11월, 오랫동안 팀을 이끌었던 '빅 보스' 조지 스타인브레너가 구단주 자리를 아들 할 스타인브레너에게 양도했다. 이후 팀은 전반적인 개혁 작업에 착수했는데 이미 2008년 11월 20일, 은퇴를 선언한 마이크 무시나의 뒤를 이어 바비 어브레이유, 제이슨 지암비와 칼 파바노를 떠나보냈다. 빈 자리를 메우기 위해 투수 CC 사바시아와 A.J. 버넷을 FA 영입한데 이어 1루수 마크 테세이라를 영입하고 시카고 화이트 삭스로부터 닉 스위셔를 트레이드 영입했다.
양키스는 2009년, 85년간 사용했던 "올드" 양키 스타디움을 떠나 새로운 양키 스타디움에서 첫 시즌을 맞았다. 그들은 19승을 거둔 사바시아와 30홈런-100타점의 알렉스 로드리게스, 39홈런-122타점의 텍세이라의 활약과 함께 103승 59패라는 호성적을 기록하며 지구 라이벌 보스턴 레드 삭스를 누르고 지구 우승을 차지했다. 마무리 투수 마리아노 리베라는 메츠전에서 통산 500 세이브 달성에 성공했고, 2009년 9월 11일 데릭 지터는 2,722호 안타를 기록하며 양키스 레전드 루 게릭의 양키스 소속 통산 최다 안타 기록을 경신했다.
뉴욕 양키스는 아메리칸 리그 디비전 시리즈에서 미네소타 트윈스와 경기를 치렀으며 3승 0패로 아메리칸 리그 챔피언십 시리즈에 진출, LA 에인절스와 경기를 치러 4승 2패로 월드 시리즈에 진출했다. 사바시아는 아메리칸 리그 챔피언십 시리즈 MVP에 올랐으며, 양키스는 플로리다와의 2003년 월드 시리즈 이후 처음으로 40번째 월드시리즈 무대를 밟았다.

## 경기 결과

### 1차전

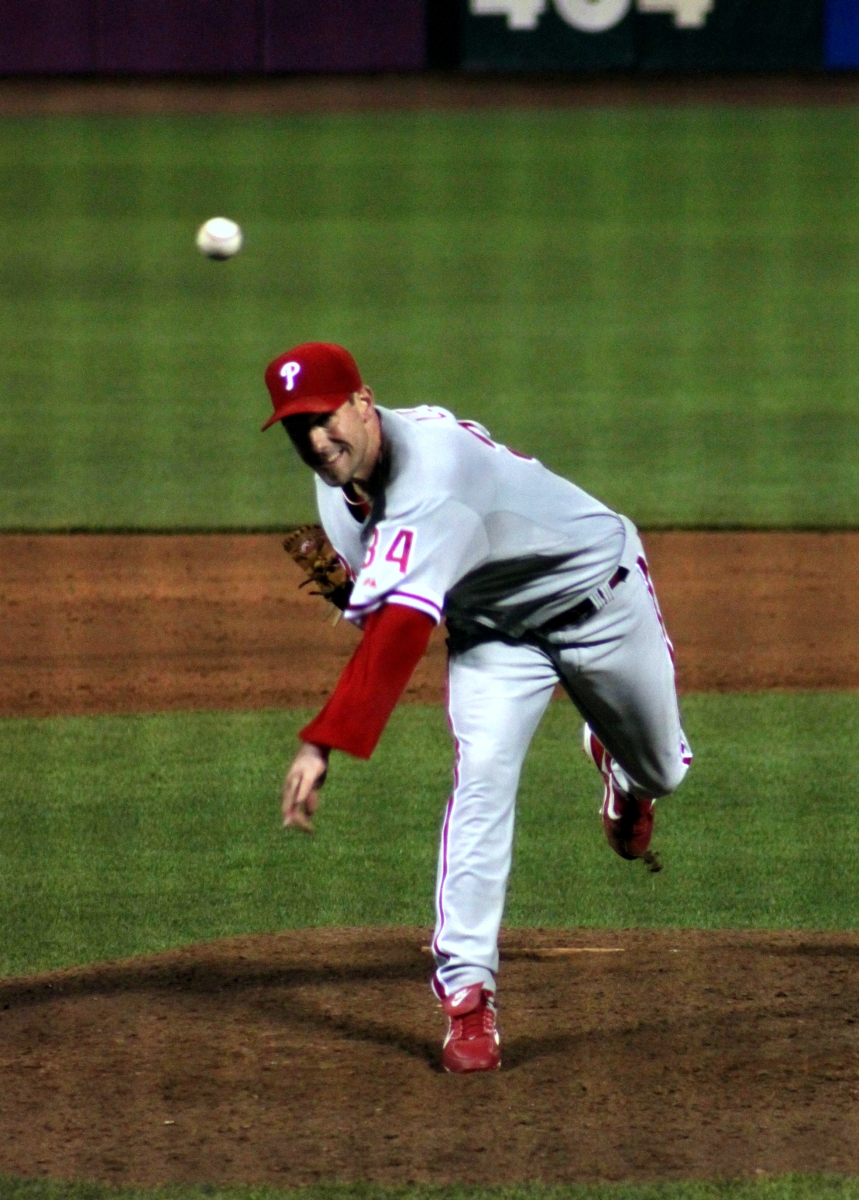
필라델피아 선발 클리프 리가 2009년 정규시즌 투구하는 모습.

2009년 10월 28일, 뉴욕 브롱크스, 양키 스타디움
| 팀                                                                                      | 1 | 2 | 3 | 4 | 5 | 6 | 7 | 8 | 9 | R | H | E |
| 필라델피아                                                                              | 0 | 0 | 1 | 0 | 0 | 1 | 0 | 2 | 2 | 6 | 9 | 1 |
| 뉴욕                                                                                    | 0 | 0 | 0 | 0 | 0 | 0 | 0 | 0 | 1 | 1 | 6 | 0 |
| 승리 투수: 클리프 리 패전 투수: CC 사바시아 홈런: PHI – 체이스 어틀리(3회 1점, 6회 1점) |   |   |   |   |   |   |   |   |   |   |   |   |

### 2차전
2009년 10월 29일, 뉴욕 브롱크스, 양키 스타디움
| 팀 | 1 | 2 | 3 | 4 | 5 | 6 | 7 | 8 | 9 | R | H | E |
| 필라델피아 | 0 | 1 | 0 | 0 | 0 | 0 | 0 | 0 | 0 | 1 | 6 | 0 |
| 뉴욕 | 0 | 0 | 0 | 1 | 0 | 1 | 1 | 0 | X | 3 | 8 | 0 |
| 승리 투수: A.J. 버넷 패전 투수: 페드로 마르티네스 세이브: 마리아노 리베라 홈런: NYY – 마크 테세이라(4회 1점), 마쓰이 히데키(6회 1점) |   |   |   |   |   |   |   |   |   |   |   |   |

### 3차전
2009년 10월 31일, 미국 펜실베이니아주 필라델피아, 시티즌스 뱅크 파크
| 팀 | 1 | 2 | 3 | 4 | 5 | 6 | 7 | 8 | 9 | R | H | E |
| 뉴욕 | 0 | 0 | 0 | 2 | 3 | 1 | 1 | 1 | 0 | 8 | 8 | 1 |
| 필라델피아 | 0 | 3 | 0 | 0 | 0 | 1 | 0 | 0 | 1 | 5 | 6 | 0 |
| 승리 투수: 앤디 페티트 패전 투수: 콜 해멀스 홈런: NYY – 알렉스 로드리게스(4회 2점), 닉 스위셔(6회 1점), 마쓰이 히데키(8회 1점) PHI – 제이슨 워스(2회 1점, 6회 1점), 카를로스 루이스(9회 1점) |   |   |   |   |   |   |   |   |   |   |   |   |

### 4차전
2009년 11월 1일, 미국 펜실베이니아주 필라델피아, 시티즌스 뱅크 파크
| 팀 | 1 | 2 | 3 | 4 | 5 | 6 | 7 | 8 | 9 | R | H | E |
| 뉴욕 | 2 | 0 | 0 | 2 | 0 | 0 | 0 | 0 | 3 | 7 | 9 | 1 |
| 필라델피아 | 1 | 0 | 0 | 1 | 0 | 0 | 1 | 1 | 0 | 4 | 8 | 1 |
| 승리 투수: 조바 챔벌레인 패전 투수: 브래드 릿지 세이브: 마리아노 리베라 홈런: PHI – 체이스 어틀리(7회 1점), 페드로 펠리즈(8회 1점) |   |   |   |   |   |   |   |   |   |   |   |   |

### 5차전
2009년 11월 2일, 미국 펜실베이니아주 필라델피아, 시티즌스 뱅크 파크
| 팀 | 1 | 2 | 3 | 4 | 5 | 6 | 7 | 8 | 9 | R | H  | E |
| 뉴욕 | 1 | 0 | 0 | 0 | 1 | 0 | 0 | 3 | 1 | 6 | 10 | 0 |
| 필라델피아 | 3 | 0 | 3 | 0 | 0 | 0 | 2 | 0 | X | 8 | 9  | 0 |
| 승리 투수: 클리프 리 패전 투수: A.J. 버넷 세이브: 라이언 맷슨 홈런: PHI – 체이스 어틀리(2회 1점, 7회 1점), 라울 이바네즈(7회 1점) |   |   |   |   |   |   |   |   |   |   |    |   |

### 6차전

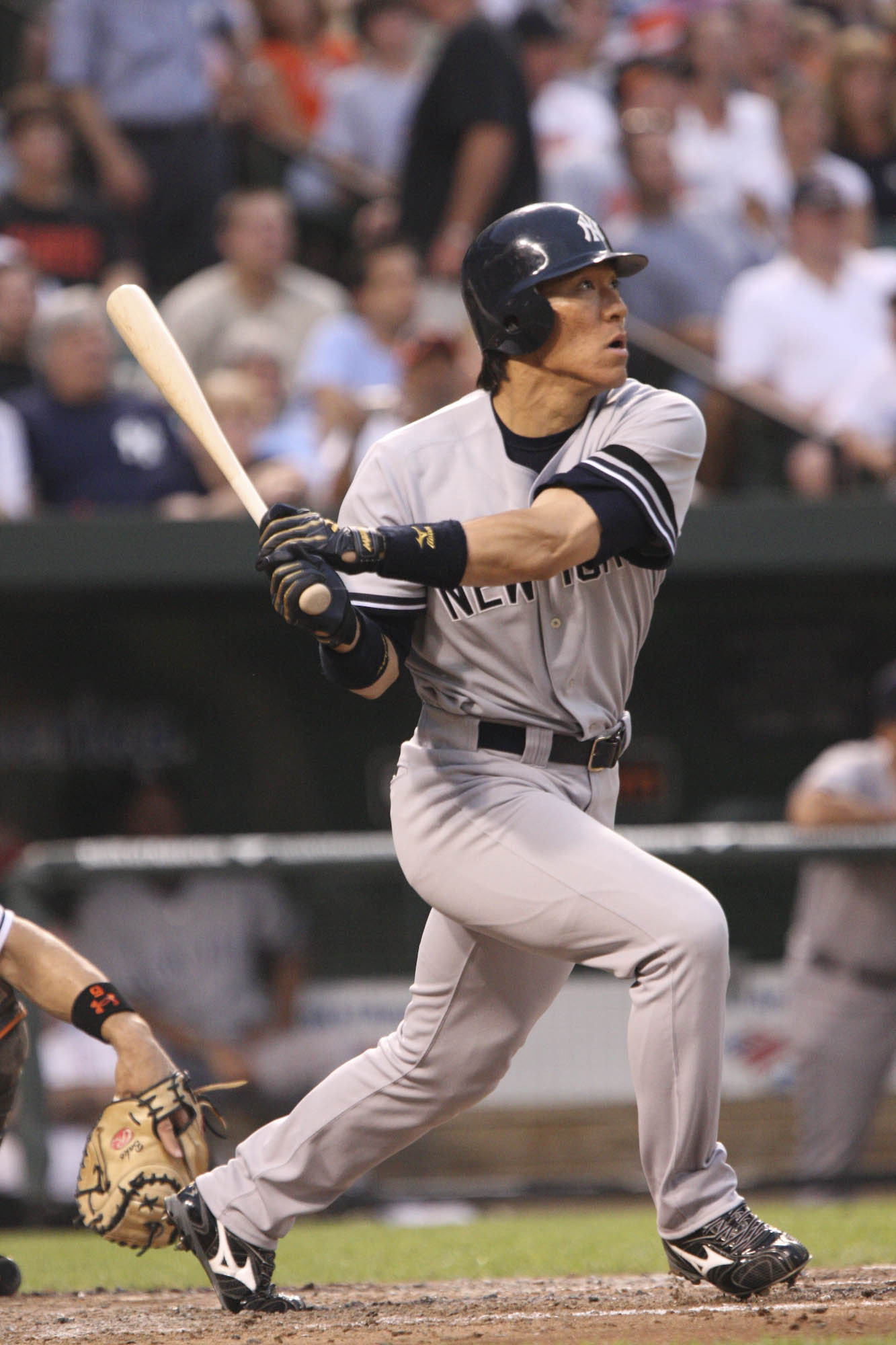
월드 시리즈 MVP를 차지한 양키스의 마쓰이 히데키.

2009년 11월 4일, 뉴욕 브롱크스, 양키 스타디움 📽️
| 팀 | 1 | 2 | 3 | 4 | 5 | 6 | 7 | 8 | 9 | R | H | E |
| 필라델피아 | 0 | 0 | 1 | 0 | 0 | 2 | 0 | 0 | 0 | 3 | 6 | 0 |
| 뉴욕 | 0 | 2 | 2 | 0 | 3 | 0 | 0 | 0 | X | 7 | 8 | 0 |
| 승리 투수: 앤디 페티트 패전 투수: 페드로 마르티네스 홈런: PHI – 라이언 하워드(6회 2점) NYY – 마쓰이 히데키(2회 2점) |   |   |   |   |   |   |   |   |   |   |   |   |

## 시리즈 요약
뉴욕 양키스가 4승 2패로 우승을 차지했고, MVP는 뉴욕 양키스의 지명 타자 마쓰이 히데키가 수상했다.
| 경기 | 경기 점수 (원정팀이 앞, 홈팀이 뒤)     | 날짜      | 구장               | 관중 수  |
| ---- | -------------------------------------- | --------- | ------------------ | -------- |
| 1    | 필라델피아 필리스 – 6, 뉴욕 양키스 – 1 | 10월 28일 | 양키 스타디움      | 50,207명 |
| 2    | 필라델피아 필리스 – 1, 뉴욕 양키스 – 3 | 10월 29일 | 양키 스타디움      | 50,181명 |
| 3    | 뉴욕 양키스 – 8, 필라델피아 필리스 – 5 | 10월 31일 | 시티즌스 뱅크 파크 | 46,061명 |
| 4    | 뉴욕 양키스 – 7, 필라델피아 필리스 – 4 | 11월 1일  | 시티즌스 뱅크 파크 | 46,145명 |
| 5    | 뉴욕 양키스 – 6, 필라델피아 필리스 – 8 | 11월 2일  | 시티즌스 뱅크 파크 | 46,178명 |
| 6    | 필라델피아 필리스 – 3, 뉴욕 양키스 – 7 | 11월 4일  | 양키 스타디움      | 50,315명 |

### 이닝 별 득점 현황
| 팀                                           | 1 | 2 | 3 | 4 | 5 | 6 | 7 | 8 | 9 | R  | H  | E |
| 뉴욕 양키스                                  | 3 | 2 | 2 | 5 | 7 | 2 | 2 | 4 | 5 | 32 | 49 | 2 |
| 필라델피아 필리스                            | 4 | 4 | 5 | 1 | 0 | 4 | 3 | 3 | 3 | 27 | 44 | 2 |
| 총 관중 수: 289,087명 평균 관중 수: 48,181명 |   |   |   |   |   |   |   |   |   |    |    |   |

## 같이 보기
- 2009년 일본 시리즈
- 2009년 한국시리즈